# Andrija Fuderer
Andrija Fuderer (ur. 13 maja 1931 w Suboticy, zm. 2 października 2011 w Palamós) – belgijski szachista pochodzenia chorwackiego, arcymistrz od 1990 roku.

## Kariera szachowa
W 1947 r. podzielił I-II m. (wspólnie z Borislavem Ivkovem) w mistrzostwach Jugosławii juniorów. Wkrótce awansował do ścisłej krajowej czołówki. W latach 1952–1958 trzykrotnie wystąpił na szachowych olimpiadach, zdobywając 5 medali (drużynowo srebrny i dwa brązowe oraz srebrny i brązowy za wyniki indywidualne), natomiast w 1957 – w drużynowych mistrzostwach Europy w Wiedniu, gdzie jugosłowiańscy szachiści zajęli II m.. Wielokrotnie wystąpił w finałach indywidualnych mistrzostw kraju, najlepsze wyniki osiągając w latach 1951 (II-III m. za Braslavem Rabarem, wspólnie z Petarem Trifunoviciem), 1952 (II m. za Petarem Trifunoviciem) oraz 1953 (dz. I m. wspólnie z Braslavem Rabarem i Vasją Pircem). W 1954 r. odniósł jeden z największych sukcesów w karierze, zajmując IV m. (za Wolfgangiem Uhlmannem, Braslavem Rabarem i Janem Donnerem) w turnieju strefowym w Monachium, dzięki czemu w 1955 r. wystąpił w turnieju międzystrefowym w Göteborgu (gdzie zajął XV m.).
Największe sukcesy w międzynarodowych turniejach osiągnął w :
- Bledzie (1950, IV m. za Miguelem Najdorfem, Hermanem Pilnikiem i Albéricem O’Kellym de Galwayem),
- Dortmundzie (1951, II-III m. za Albéricem O’Kellym de Galwayem, wspólnie z Borislavem Miliciem),
- Belgradzie (1952, II-III m. za Hermanem Pilnikiem, wspólnie z Borislavem Miliciem),
- Saabrücken (1953, I m.),
- Opatii (1953, II m. za Aleksandarem Matanoviciem).
- Hastings (1954/55, III-V m. za Wasilijem Smysłowem i Paulem Keresem, wspólnie z Ludkiem Pachmanem i Laszlo Szabo),
- Beverwijk (1958, turniej mistrzowski, I m.),
- Zurychu (1960, III m.).

Wielokrotnie wystąpił w reprezentacji kraju w meczach drużynowych, jeden z najlepszych wyników osiągając w 1959 r. w Kijowie, gdzie w spotkaniu przeciwko Związkowi Radzieckiemu pokonał 3 - 1 Dawida Bronsteina. W połowie lat 60. zakończył międzynarodową karierę szachową. Według systemu rankingowego Chessmetrics, najwyższą punktację osiągnął w styczniu 1955 r., z wynikiem 2674 pkt zajmował wówczas 19. miejsce na świecie.
W 1952 r. Międzynarodowa Federacja Szachowa nadała mu tytuł mistrza międzynarodowego, a w 1990 – honorowy tytuł arcymistrza (za wyniki osiągnięte w przeszłości).